# Polityka medialna i audiowizualna Unii Europejskiej
Polityka medialna i audiowizualna Unii Europejskiej – polega na wspieraniu państw Unii Europejskiej w tworzeniu jednolitego rynku usług audiowizualnych i rozwijaniu sektora audiowizualnego państwa z poszanowaniem aspektów kulturowych.
Podstawą prawną są art. 167 oraz 173 "Traktatu o funkcjonowaniu Unii Europejskiej" (TFUE) oraz znowelizowana w 2018 r. "Dyrektywa o audiowizualnych usługach medialnych".
Działanie UE w ramach polityki medialnej i audiowizualnej ujawnia się przede wszystkim w funkcjonowaniu programu „Kreatywna Europa” i podprogramu MEDIA. Na poziomie unijnym głównym organem jest Komisja Europejska.

## Rozwój

### Historia i rozwój[1]
Pierwszym dokumentem regulującym kwestie medialne i wizualne w państwach członkowskich była dyrektywa „telewizja bez granic” z 1989 roku w reakcji na wzrost liczby i rozwój komercyjnych stacji telewizyjnych wraz z powiększeniem obszaru nadawania na terenie Europy w latach 80. XX wieku. Od 1997 roku nadawca podlega jurysdykcji państwa, w którym ma swoją siedzibę. Od 2010 roku funkcjonuje nazwa „Dyrektywa o audiowizualnych usługach medialnych”.

### Obecny stan prawny[1]
W 2016 roku rozpoczęto uregulowanie Dyrektywy w celu korelacji z rozwojem technologicznym. W październiku 2018 odbyło się głosowanie zatwierdzające zmiany. Wdrożenie zmian do prawa każdego państwa członkowskiego ma nastąpić do 19 września 2020 roku.

Treści zmienione i nowe postanowienia:
- reklamy mogą maksymalnie stanowić 20% czasu emisji w godzinach od 6.00 do 18.00, zamiast tak jak obecnie 12 min/godz.,
- ochrona małoletnich przed nieodpowiednimi treściami,
- twórczość europejska ma być wyróżniana na platformach dostawców usług na żądanie (VoD) i stanowić minimum 30% zasobów.

Dyrektywa obejmuje także platformy publikujące filmy, szczególnie aby zaprzestać rozpowszechnianiu materiałów szerzących: mowę nienawiści i treści nieodpowiednie dla małoletnich.

### Finansowanie polityki audiowizualnej[2]
Instytucją zarządzającą finansami przeznaczonymi na media i sektor audiowizualny jest Agencja Wykonawcza ds. Edukacji, Kultury i Sektora Audiowizualnego, działająca w ramach Komisji Europejskiej. Zarządza ona programem "Kreatywna Europa" w ramach sektora mediów audiowizualnych, jej zadania to ponadto:
- pośredniczenie między podmiotami a Komisją Europejską,
- kontrole nad wnioskami, wytycznymi i projektami,
- organizowanie i promowanie inicjatyw kulturalnych,
- wspieranie współpracy transgranicznej,
- wspieranie i promowanie młodych artystów,
- szerzenie europejskich wytworów kultury (także poprzez przekłady literackie),
- wspieranie rozwoju, produkcji i dystrybucji wytworów kultury,
- szerzenie dostępu do dzieł audiowizualnych.

## Działania i inicjatywy – wpływ polityki na życie

### Reklama, a Dyrektywa o audiowizualnych usługach medialnych[3]
Reklama audiowizualna nie może:
- stosować technik podprogowych,
- zagrażać i naruszać godności człowieka,
- dyskryminować lub zachęcać do dyskryminacji,
- namawiać do czynów szkodliwych dla życia, zdrowia, środowiska naturalnego,
- reklamować wyrobów jak papierosy zwykłe i elektroniczne,
- zachęcać do spożycia alkoholu, szczególnie małoletnich.

### Wolność i pluralizm mediów w środowisku cyfrowym[1][4]
W ramach dbania o pluralizm mediów Komisja Europejska wymaga przejrzystości, różnorodności i wolności (m.in. słowa i treści) w mediach każdego państwa członkowskiego i całej społeczności unijnej.
Instytucją podlegającą Komisji w tym zakresie jest CMPF – Centrum ds. Pluralizmu i Wolności Mediów utworzone w 2011 roku przez Europejski Instytut Uniwersytecki (EUI)
W związku z zagrożeniem dla wolności i pluralizmu mediów państwa członkowskie podejmują działania w celu:
- dbania o niezależność krajowych organów regulacyjnych,
- ochrony dziennikarzy od nacisków politycznych i ekonomicznych, a także zapewnienie prawa do ochrony źródeł,
- pilnowania pluralizmu mediów krajowych,
- oceny zagrożenia pluralizmu mediów w ramach narzędzia Monitor pluralizmu mediów.

### Prawa autorskie[1]
W ramach działań rozwijających jednolity rynek cyfrowy podjęto decyzję o modernizacji przepisów na temat praw autorskich, które zostały zatwierdzone przez Parlament Europejski 26 marca 2019 roku. Celem było głównie ułatwienie dostępu do programów, udostępnianych przez Internet, innych państw członkowskich oraz zwiększenie zastosowania treści chronionych prawami autorskimi w celach edukacyjnych, rozwoju badań i dziedzictwa kulturowego. Przepisy mają mieć znaczny wpływ na serwisy internetowe jak Facebook, Netflix, Google News oraz YouTube.

### Dziedzictwo filmowe państw członkowskich[1]
UE zachęca do współpracy przy gromadzeniu, katalogowaniu, konserwowaniu i odnawianiu dziedzictwa filmowego Europy, w celu zachowania i ochrony dla przyszłych pokoleń.

### Kompetencje medialne[1]
Obejmują umiejętność korzystania z mediów i oceniania wielu aspektów mediów, a także treści komunikowanej za ich pomocą. W wyniku rozwoju mediów i technologii uznano kompetencje medialne jako jeden z wyznaczników społeczeństwa obywatelskiego i czynnik aktywizujący.

### Inne inicjatywy[1]
- Europejskie Forum Filmowe – utworzona w 2015 roku platforma dialogu między instytucjami i organizacjami odpowiedzialnymi za wyznaczanie kierunków polityki a sektorem audiowizualnym,
- propagowanie twórczości młodych reżyserów z państw członkowskich i przyznawanie od 2004 roku nagrody „Nowy talent w Unii Europejskiej”; aspekt powiązany ze szkoleniami w ramach programu MEDIA,
- przyznawanie nagrody European Border Breakers Award dla debiutujących artystów, także w ramach programu „Kreatywna Europa”,
- nagroda Lux – ustanowiona w 2007 roku przez Parlament Europejski w celu promowania europejskich filmów w państwach członkowskich; promowanie dotyczy produkcji napisów do trzech nominowanych filmów w językach urzędowych państw członkowskich, także dla osób niedosłyszących i niesłyszących,
- dyskusje i panele na tematy audiowizualne w ramach Festiwalu Filmowego w Cannes.

## Kreatywna Europa

### Program Kreatywna Europa (2014-2020)[5]

#### Cele programu
- wspieranie poprzez promowanie różnorodności kulturowej i językowej,
- wzmocnienie konkurencyjności sektorów kultury, audiowizualnego oraz kreatywnego,
- sprostanie nowym wymaganiom spowodowanymi globalizacją, erą cyfrową, gromadzeniem danych czy fragmentacją rynku (trudność dotarcia twórców do międzynarodowej społeczności z powodu różnorodności kulturowej czy językowej).

#### Adresaci programu
- kraje członkowskie,
- kraje kandydujące i potencjalnie kandydujące,
- kraje spełniające warunki krajów EFTA,
- kraje sąsiednie objęte Polityką Sąsiedztwa (Armenia, Azerbejdżan, Białoruś, Gruzja, Mołdawia, Ukraina, Algieria, Egipt, Maroko, Tunezja, Jordania, Liban, Libia, Palestyna, Syria i Izrael).

Budżet na lata 2014-2020 wynosi 1,46 miliarda euro.

### Charakterystyka programu "Kreatywna Europa"[6]
Program „Kreatywna Europa” (2014-2020) bazuje na sukcesie swoich poprzedników, w tym programowi „MEDIA” (2007-2013), który wspierał projekty i czynności na rzecz wspierania dystrybucji filmów, szkoleń, projektów i festiwali na kontynencie. Wyróżnia się trzy komponenty programu: Kultura, MEDIA, część międzysektorowa.

#### Komponent Kultura[7]
Cele:
- promocja sztuki i kultury europejskiej,
- współpraca kulturalna na poziomie międzynarodowym,
- rozwijanie publiczności europejskiej,
- dostosowanie sektorów kreatywnych do rozwoju technologicznego.

O dofinansowanie można się ubiegać w ramach obszarów:
- Projekty współpracy europejskiej – realizacja międzynarodowych wydarzeń kulturalnych,
- Tłumaczenia literackie – tłumaczenie, dystrybucja, wydanie i promocja literatury europejskiej wysokiej jakości,
- Platformy europejskie – promowanie młodych artystów na arenie międzynarodowej,
- Sieci europejskie – w ramach międzynarodowej współpracy instytucji kulturalnych.

#### Komponent MEDIA[8]
- skierowany do grupy producentów wytworów audiowizualnych – producentów gier komputerowych i filmów, organizatorów szkoleń, festiwali, targów, wydarzeń; organizacji i podmiotów odpowiedzialnych za inicjatywy edukacyjne.

#### Komponent międzysektorowy[9]
- współpraca organów i instytucji zaangażowanych w działanie i rozwój sektora audiowizualnego na poziomie krajowym, unijnym i międzynarodowym.